# Елич, Матей
Матей Елич (хорв. Matej Jelic; 5 ноября 1990, Нашице) — хорватский футболист, нападающий клуба «Валповка».

## Карьера
Матей Елич начал карьеру в клубе «Белишче», там он был куплен загребским «Динамо», где выступал за команду до 19 лет. Затем Елич перешёл в клуб «Локомотива», где стал игроком основного состава. Затем форвард играл за клуб «Лучко», который играл во втором хорватском дивизионе. Далее он играл за «Карловац» и «Рудеш».
13 июля 2013 года Матей перешёл в «Жилину», подписав годичный контракт. Он в первом же сезоне стал игроком основы команды, чем помог продлить соглашение. В сезоне 2014/15 Елич стал лучшим бомбардиром Лиги, забив 19 голов в 29 матчах. В следующем сезоне он начал очень хорошо: нападающий забил 6 голов в 5 играх, но уже 1 сентября 2015 года он был куплен клубом «Рапид» Вена, несмотря на то, что ещё 27 августа играл в матче отборочного раунда плей-офф Лиги Европы, где «Жилина» проиграла «Атлетику». Трансфер обошёлся австрийцам в 850 тыс евро, контракт был подписан до 2019 года. В сезоне 2015/2016 Матей провёл 35 матчей и забил 7 голов. 13 июля 2016 года нападающий получил травму левого бедра, из-за чего пропустил несколько месяцев.

## Достижения
- Лучший бомбардир чемпионата Словакии: 2014/15 (19 голов)